# Honky Tonk (Festival)
Honky Tonk (englisch „Nachtclub mit Musik“) ist ein jährlich wiederkehrendes musikalisches Ereignis, das es in über 50 Städten in Deutschland, Österreich und der Schweiz gibt. Man bezahlt dabei an dem Veranstaltungstag einmaligen Eintritt und kann in sämtlichen teilnehmenden Kneipen, Clubs und Bars mitfeiern. Die Veranstaltung wird gemeinsam beworben und meistens mit einem Rahmenprogramm durchgeführt, wie zum Beispiel Open-Air-Bühnen, Shuttlebusse und Straßenveranstaltungen.
Der Schwerpunkt der Veranstaltung liegt auf Live-Musik. Die „Künstlermark“ bleibt erspart. Honky Tonk ist eine eingetragene Marke. Veranstalter dieser Festivals ist die Blues Agency GmbH mit dem Geschäftsführer Dominik Brähler. Das Veranstaltungskonzept fand zahlreiche Nachahmer, die Ereignisse mit gleichem Charakter unter anderen Bezeichnungen durchführen.

## Geschichte
Das erste Honky Tonk fand 1993 in Schweinfurt statt. Hier wurde die Idee des Kneipenfestivals von der örtlichen Blues Agency geboren. Das Veranstaltungskonzept breitete sich schnell in andere Groß- und Mittelstädte aus, da es gegenüber Einzelkonzerten eine größere Sogwirkung auf das Publikum hat und sich durch die Zusammenarbeit mit örtlichen Kneipen Synergieeffekte und Werbemöglichkeiten vor Ort ergeben.
Der anfangs nur in Schweinfurt beheimatete Veranstalter Blues Agency hat auch einen Geschäftssitz in Leipzig.

## Städte mit einem „Honky Tonk“-Festival
| - Aschaffenburg (seit 2005) - Aschersleben (seit 2011) - Augsburg - Bad Kissingen (seit 2007) - Bad Salzuflen (seit 2003) - Bielefeld (seit 2005) - Braunschweig - Bruck an der Mur (Österreich) - Celle (seit 2012) - Chur (Schweiz) - Coburg - Eisenberg - Erfurt - Flensburg - Frankenthal (Pfalz) (seit 2008) - Fulda - Gifhorn - Gladbeck - Goslar (seit 2011) - Gütersloh - Hameln - Hamm | - Hildesheim - Höxter (seit 2000) - Husum - Kassel - Kiel - Klagenfurt (Österreich) - Leipzig (1994 bis 2006, ab 2010) - Lohr am Main - Lübeck - Luzern (Schweiz) - Magdeburg (seit 2012) - Mainz - Meiningen (seit 1998) - Metzingen - Mühlhausen/Thüringen - Nordhorn - Oberndorf bei Salzburg (Österreich) - Osnabrück - Paderborn - Peine - Plovdiv (Bulgarien) - Regensburg | - Rendsburg - Reutlingen - Rheine - Rostock - Saalfelden (Österreich) - Schweinfurt (ältestes Festival, seit 1993) - Schwerin - Selm - St. Gallen (Schweiz) - Stralsund - Thun (Schweiz) - Villach (Österreich) - Warendorf - Weinheim - Weiz (Österreich) - Werne (2006 bis 2015) - Wismar - Wolfenbüttel - Wolfsburg - Worms (seit 2002) - Würzburg |